# Pracht-Luchsspinne

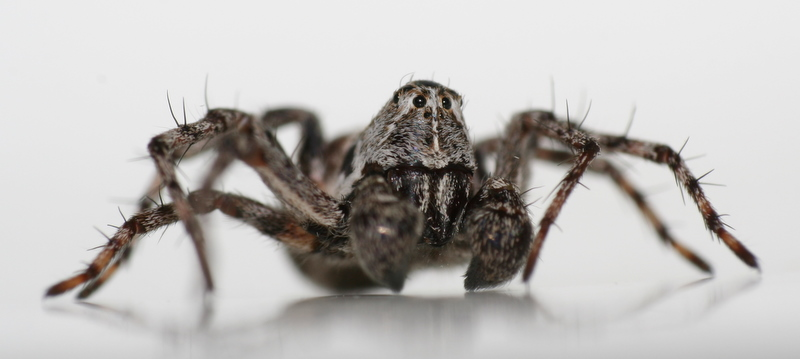
Oxyopes ramosus, Männchen

Die Pracht- oder Gerandete Luchsspinne (Oxyopes ramosus), oft vereinfacht Luchsspinne genannt, ist eine Spinne aus der gleichnamigen Familie der Luchsspinnen (Oxyopidae).

## Beschreibung
Die Männchen erreichen eine Körperlänge von in etwa 6 Millimetern und die Weibchen von 6 bis 10 Millimetern. Beide Geschlechter sind ähnlich gezeichnet. Die Grundfärbung ist rotbraun oder dunkelbraun mit einer weißen, aus Schuppenhaaren bestehenden Zeichnung. Das Prosoma (Vorderkörper) ist oberseits rötlichbraun mit einem weißen Mittelband, das hinter dem Kopf in Flecken aufgeht. Der Hinterleib ist ebenfalls rötlichbraun gefärbt und mit einem blasseren, breiten Mittelband und mit drei bis vier Schrägstreifen versehen. Die Beine sind deutlich helldunkel geringelt. Das Prosoma erscheint von vorne auffallend hoch und nach oben hin zugespitzt. Das schlanke Opisthosoma (Hinterkörper) läuft nach hinten spitz zu. Auffallend sind die zahlreichen, sehr langen und spitzen Stacheln an den Beinen sowie die auffallend hohe und schmale, nach oben hin etwas zugespitzte Stirnseite des Vorderkörpers. Wie bei allen Arten der Gattung sind die acht Augen in vier unterschiedlich weit voneinander entfernten Paaren angeordnet. Das Sehvermögen ist außerordentlich gut entwickelt. Adulte Tiere trifft man von Mai bis August an.
In Deutschland, Belgien, den Niederlanden, der Schweiz, der Slowakei sowie in weiten Teilen Südeuropas gibt es noch zwei Arten der Gattung, Oxyopes heterophthalmus und Oxyopes lineatus die leicht mit dieser Art verwechselt werden können.

## Verbreitung und Lebensraum
Die Pracht-Luchsspinne ist in Mitteleuropa, vor allem in den nördlichen Gebieten, weit verbreitet und meist nicht selten. Sie bewohnt sonniges und trockenes Gelände und zeigt eine gewisse Vorliebe für Sandböden. Die Tiere halten sich meist über dem Boden in niedriger, krautiger und strauchiger Vegetation auf warmen und offenen Gelände auf. Die Art wird in Deutschland in der Roten Liste geführt.

## Lebensweise
In der Lebensweise wie Beutefang, Balzverhalten sowie im Sehvermögen ähnelt die Art den Springspinnen (Salticidae) und den Wolfspinnen (Lycosidae). Die Art ist tagaktiv und webt keine Fangnetze. Die Beute wird angeschlichen und im Sprung erbeutet.

## Fortpflanzung
Die Pracht-Luchsspinne ist innerhalb von zwei Jahren geschlechtsreif. Sie überwintert im letzten juvenilen Stadium ist dann im Frühjahr adult. Der Paarung geht eine Balz des Männchens voraus. Das Männchen tanzt vor dem Weibchen mit vibrierendem Hinterkörper und erhobenen Vorderbeinen und nähert sich dabei immer weiter der Partnerin. Schließlich besteigt das Männchen sein Weibchen von vorn, beugt sich seitlich an dessen Hinterleib herunter und führt einen Taster in die Epigyne ein. Das Weibchen spinnt im Juni einen flachen, gelblichweißen Eikokon auf Heidekraut oder anderen Pflanzen. Nach der Eiablage bewacht es den Kokon. Die Jungspinnen schlüpfen im Juli oder August und überwintern als subadulte Tiere.